# Dasychira acronyctina
Dasychira acronyctina är en fjärilsart som beskrevs av Schultze 1934. Dasychira acronyctina ingår i släktet Dasychira och familjen tofsspinnare. Inga underarter finns listade i Catalogue of Life.